# Cassidian
Cassidian - fino al 2010 EADS Defence & Security - è la divisione di Airbus Group (ex EADS)  che si occupa di sistemi di difesa e di sicurezza.

## Attività / Business
- Sicurezza nazionale
- Sicurezza delle forze armate
- Sicurezza delle infrastrutture strategiche
- Sicurezza dei grandi eventi
- Sicurezza delle reti di comunicazione
- Cyber sicurezza avanzata
- Servizi a lungo termine

## Capacità / Prodotti e soluzioni
- Airborne solutions
  - Missili
    - MBDA

  - Sistemi di combattimento aereo
    - Panavia Tornado
    - Eurofighter Typhoon

  - Unmanned Air Systems
    - Euro Hawk®
    - European UAS
    - Harfang
    - Barracuda®
- Land & joint systems
- Maritime security & dominance
- Secure networks
- Border security
- Public safety
- Crisis & emergency response
- Services